# زمین‌لرزه ۱۸ ژوئن ۱۹۳۲ مکزیک
زمین‌لرزه مکزیک  در تاریخ ۱۸ ژوئن ۱۹۳۲ میلادی، برابر با ‎۲۸ خرداد ۱۳۱۱، ساعت ۱۰:۱۲:۱۶ به زمان یوتی‌سی در مکزیک منطقهٔ کولیما رخ داد. ژرفای این زلزله ۵۴٫۳ کیلومتر بود. بزرگی آن ۷٫۹ در مقیاس Mw اعلام شده‌است. زمین‌لرزه به وقت محلی در روز شنبه، ساعت ۴ روی داده و منطقه زمانی آن یوتی‌سی -۶ بوده‌است (با لحاظ تغییر ساعت تابستانی).
سازمان زمین‌شناسی آمریکا نیز جای این زمین‌لرزه را در مختصات ۱۹°۳۰′شمالی ۱۰۳°۳۰′غربی / ۱۹٫۵°شمالی ۱۰۳٫۵°غربی و بزرگی آنرا برابر با ۷٫۸ در مقیاس ریشتر اعلام کرده‌است. ژرفای گزارش شده از سوی این سازمان ۵۰ کیلومتر می‌باشد.
شمار کشتگان زلزله حدود ۵۲ نفر بوده‌است.سونامی نیز در این زلزله گزارش شده‌است.